# Санта-Фе (провинция)
 Санта-Фе  (исп. Santa Fe) — провинция в восточной части Аргентины. Провинция является частью Центрального региона Аргентины.
Административный центр провинции — город Санта-Фе.
Провинция разделена на 19 департаментов.
С провинцией Санта-Фе граничат провинции: на севере — Чако, на юге — Буэнос-Айрес, на востоке Корриентес, Энтре-Риос, на западе – Кордова и Сантьяго-дель-Эстеро.
Провинция является одной из самых густонаселённых в стране. В столице, Санта-Фе, в 2018 году проживало 405,6 тыс. жителей (в агломерации — свыше 900 тыс.), но самый крупный город Росарио находится на юге провинции (1 193 тыс. жителей, перепись 2010 года).

## География
Юг провинции относится к плодородным пампасам с развитым сельским хозяйством и скотоводством. Северная часть лежит в субтропической равнине Гран-Чако и малонаселена. Значимых возвышенностей в провинции нет.
Климат — от умеренного до субтропического, с тёплым летом (23–27 ºС) и мягкой зимой (9–15 ºС). Среднегодовое количество осадков составляет между 800 мм на юго-западе и 1200 мм на северо-востоке, причем лето гораздо более влажное, чем зима.
Главная река провинции — Парана. Другие реки: Саладо и Каркаранья. Во время сильных дождей реки часто выходят из берегов и затопляют поля.
В 2003 году внезапный подъём уровня воды в Саладо вызвал наводнение в столице и многих населённых пунктах на севере провинции, повлёкшее эвакуацию более 100 тыс. жителей и причинившее значительный экономический ущерб.
В 2007 году несколько дней проливных дождей привели к подтоплению более 60 городов в центральной и южной части провинции, десятки тысяч жителей были эвакуированы.

## История
Изначально регион населяли кочевые племена охотников-собирателей (гуарани и т. д.).
Первое европейское поселение было основано в 1527 году на слиянии рек Парана и Каркаранья Себастьяном Каботом и носило название крепость Святого Духа, двумя годами позже она была разрушена индейцами.
В 1573 году Хуан де Гарай основал город Санта-Фе на месте современного города Каяста, затем Санта-Фе в 1651–1660 годах перенесли на сегодняшнее место.
В 1812 году адвокат и генерал Мануэль Бельграно впервые водрузил аргентинский флаг в Росарио, тогда ещё небольшом поселке.
В 1815 году, во время борьбы правительства Аргентины против восстания под предводительством Игнасио Альвареса Томаса, глава местного военного гарнизона Франциско Кандиоти мирным путём захватил власть, начав тем самым новую историю Санта-Фе в качестве автономной провинции. Однако в том же году Кадиоти умер, и власть вновь перешла правительству.
В сентябре 1832 года Санта-Фе посетил Чарльз Дарвин в ходе экспедиции на корабле "Бигль".
В 1861 году в провинции произошла битва, в которой сошлись войска государства Буэнос-Айреса и Аргентинской конфедерации.
В 1872 году железные дороги и телеграф соединили многие части провинции, а в 1889 году был основан Провинциальный университет Санта-Фе.

## Население
Провинция Санта-Фе между 1880 и 1920 годами активно заселялась переселенцами из Европы. Многие из них обосновались в больших городах Росарио и Санта-Фе, внутри же провинции появились сельскохозяйственные «колонии» переселенцев. Этнически они часто были гомогенны и населены преимущественно итальянцами, швейцарцами и немцами, многие из этих колоний позднее стали городами.
На севере провинции живёт некоторое количество коренных жителей (тобас). Бывший гонщик «Формула-1» Карлос Ройтеман являлся долгое время губернатором и сенатором провинции.
Число неграмотных жителей является средним по стране и составляет 3,7 %.

## Важнейшие города
- Росарио — порт, промышленный и культурный центр провинции, третий по величине город Аргентины.
- Санта-Фе — столица провинции, прежде всего административный центр.
- Реконкиста — самый крупный город на севере провинции.
- Рафаэла — бывшая сельскохозяйственная колония.
- Венадо-Туэрто — самый важный город на юго-западе провинции.

## Административное деление
| №  | Наименование      | Оригинальное наименование | Население, тыс. жит. (2001) | Население, тыс. жит. (2010) | Территория, км² | Плотность, чел./км² | Административный центр |
| 1  | Бельграно         | Belgrano                  | 41,4                        | 44,8                        | 2386            | 18,8                | Лас-Росас              |
| 2  | Касерос           | Caseros                   | 79,1                        | 82,1                        | 3449            | 23,8                | Касильда               |
| 3  | Кастельянос       | Castellanos               | 162,2                       | 178,1                       | 6600            | 27,0                | Рафаэла                |
| 4  | Конститусьон      | Constitucion              | 83,0                        | 86,9                        | 3225            | 26,9                | Вилья-Конститусьон     |
| 5  | Гарай             | Garay                     | 19,9                        | 20,9                        | 3964            | 5,3                 | Эльвесия               |
| 6  | Хенераль-Лопес    | General Lopez             | 182,1                       | 191,0                       | 11558           | 16,5                | Мелинкуэ               |
| 7  | Хенераль-Облигадо | General Obligado          | 166,4                       | 176,4                       | 10928           | 16,1                | Реконкиста             |
| 8  | Ириондо           | Iriondo                   | 65,5                        | 66,7                        | 3184            | 20,9                | Каньяда-де-Гомес       |
| 9  | Ла-Капиталь       | La Capital                | 489,5                       | 525,1                       | 3055            | 171,9               | Санта-Фе               |
| 10 | Лас-Колоньяс      | Las Colonias              | 95,2                        | 104,9                       | 6439            | 16,3                | Эсперанса              |
| 11 | Нуэве-де-Хулио    | Nueve de Julio            | 28,3                        | 29,8                        | 16870           | 1,8                 | Тостадо                |
| 12 | Росарио           | Rosario                   | 1121,4                      | 1193,6                      | 1890            | 631,5               | Росарио                |
| 13 | Сан-Кристобаль    | San Cristobal             | 64,9                        | 68,9                        | 14850           | 4,6                 | Сан-Кристобаль         |
| 14 | Сан-Хавьер        | San Javier                | 29,9                        | 31,0                        | 6929            | 4,5                 | Сан-Хавьер             |
| 15 | Сан-Херонимо      | San Jeronimo              | 77,3                        | 80,8                        | 4282            | 18,9                | Коронда                |
| 16 | Сан-Хусто         | San Justo                 | 40,4                        | 40,9                        | 5575            | 7,3                 | Сан-Хусто              |
| 17 | Сан-Лоренсо       | San Lorenzo               | 142,1                       | 157,3                       | 1867            | 84,2                | Сан-Лоренсо            |
| 18 | Сан-Мартин        | San Martin                | 60,7                        | 63,8                        | 4860            | 13,1                | Састре                 |
| 19 | Вера              | Vera                      | 51,3                        | 51,5                        | 21096           | 2,4                 | Вера                   |

## Экономика и промышленность
Экономика Санта-Фе занимает четвёртое место в стране, здесь же находятся 21 % её сельскохозяйственных угодий.
Промышленным центром и важным портом является город Росарио. Здесь находится центр автомобильной и тяжёлой промышленности и крупнейшая хлебная биржа Аргентины, на цены которой ссылаются по всему миру. Вторым крупным портом является Санта-Фе. Расположенная на севере Реконкиста утратила своё значение как портовый город, но остается промышленным и сельскохозяйственным центром.
Около 18% промышленной продукции Аргентины производится в Санта-Фе: мука, масло, пиво, другая пищевая промышленность, кожи, текстиль, сталь, металлопрокат, промышленные и с/х машины, автомобили и другое.
Сельским хозяйством занимаются повсеместно. На юге доминируют зерновое хозяйство и скотоводство, на севере — плантации хлопка и табака, а также лесное хозяйство. Выращивается соя, подсолнечник, маис, пшеница и рис. Плантации клубники и пасеки (около 300 тыс. ульев).
Зелёные поля провинции — идеальное место для 6,5 млн голов крупного рогатого скота (20 % национального поголовья), являющееся не только источником мяса, но и молока (2,6 биллионов литров ежегодно, производимых около 5000 молочными фермами).
В 1980–1990 годах река Парана между Санта-Фе и Росарио стала судоходной для небольших судов, а в Росарио могут заходить и крупные морские суда.
Порты Санта-Фе отгрузили в 2005 году 60 % зерновых, 93 % субпродуктов с/х и 85 % растительного масла на экспорт.
Важнейшими магистралями являются национальные трассы (rutas nacionales) №№ 9, 34 и 11. Автобан А029 соединяет между собой Санта-Фе и Росарио. Трасса №19 соединяет Санта-Фе с Кордовой и является частью будущей магистральной дороги между Чили и Бразилией по территории Аргентины.

## Образование
- Национальный университет «Дель – Литораль»

## Знаменитые земляки
- Батистута, Габриэль (1969) — аргентинский футболист
- Бауса, Эдгардо (1958) — аргентинский футболист
- Билер, Клаудио Даниэль (1984) — аргентинский футболист
- Клаусен, Нестор (1962) — аргентинский футболист, защитник
- Маскерано, Хавьер (1984) — аргентинский футболист
- Месси, Лионель (1987) — аргентинский футболист
- Монтуори, Мигель (1932—1998) — аргентинский и итальянский футболист
- Моралес, Максимилиано (1987) — аргентинский футболист
- Пумпидо, Нери (1957) — аргентинский футболист, вратарь
- Саэр, Хуан Хосе (1937—2005) — аргентинский писатель
- Феррейра, Бернабе (1909—1972) — аргентинский футболист
- Анхель Робледо — аргентинский политик и дипломат
- Итало Архентино Лудер — аргентинский политик